# ペンバートン (ブリティッシュコロンビア州)
ペンバートン（英: Pemberton）は、カナダのブリティッシュコロンビア州スコーミッシュ・リロエット地域の村。スコーミッシュ・リロエット地域の行政府がおかれている。
リロエット川の南西岸とペンバートン・クリークの北東岸にあるペンバートン渓谷に位置し、ブリティッシュコロンビア州道99号線にてバンクーバーからは153km北にあり、ウィスラーからは33km北東、リロエットからは100km南西の位置にある。

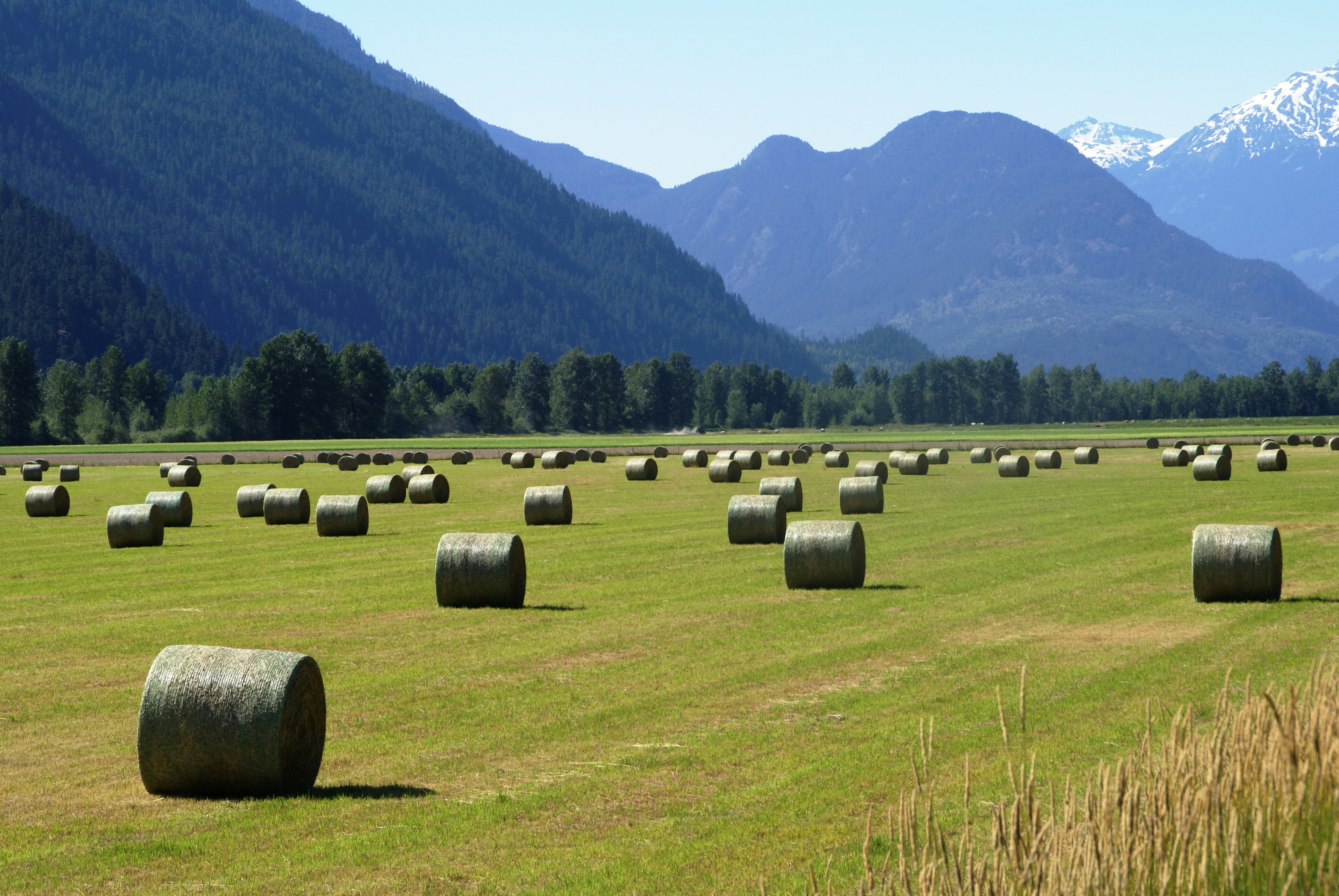
晴天下のロールベール

## 歴史
この地域は数千年にわたり、リルエット族のリルワット・ファーストネーションの領土であったが、現在ではマウント・カリーに集中して居住している。19世紀にはハドソン湾会社がこの地域の探索に入った。ハドソン湾会社にとってオレゴン条約締結の後コロンビア川下流を経由しブリティッシュコロンビア内陸部に安全に向かうルートを失ったため、主要な目的の一つがカムループスからフォート・ラングレーに向かう安全なルートの確立だった。

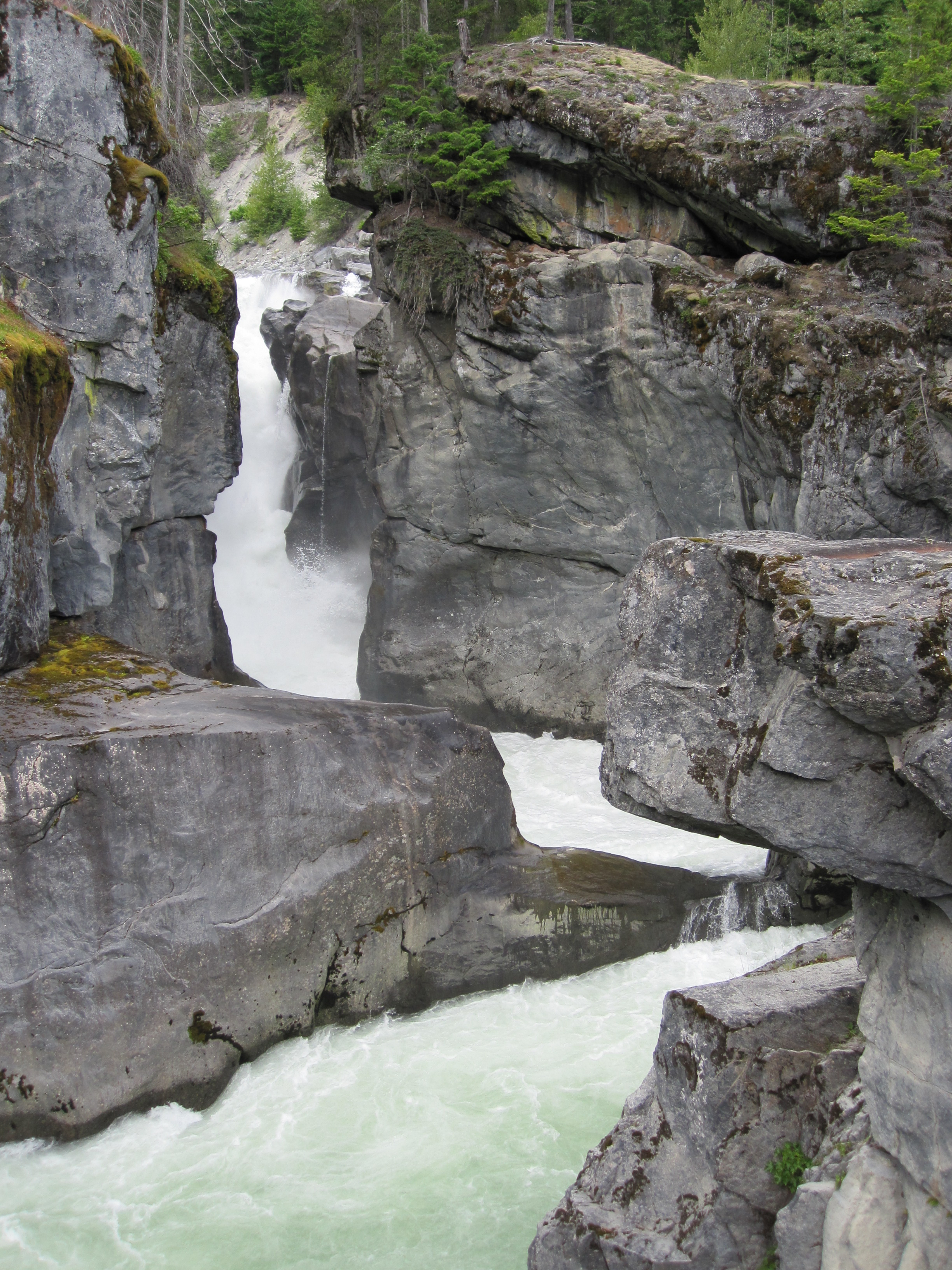
ネアン滝州立公園のネアン滝

## 交通
- ブリティッシュコロンビア州道99号線